# Хурез (Селаж)
Хурез (рум. Hurez) — село у повіті Селаж в Румунії. Входить до складу комуни Хороату-Красней.
Село розташоване на відстані 382 км на північний захід від Бухареста, 16 км на південний захід від Залеу, 61 км на північний захід від Клуж-Напоки.

## Населення
За даними перепису населення 2002 року у селі проживали 473 особи. Усі жителі села рідною мовою назвали румунську.
Національний склад населення села:
| Національність | Кількість осіб | Відсоток |
| -------------- | -------------- | -------- |
| румуни         | 443            | 93,7%    |
| цигани         | 30             | 6,3%     |